# ヴァンクール熊本FC
ヴァンクール熊本FC（ヴァンクールくまもとエフシー、Vainqueur Kumamoto FC）は、かつて存在した日本の社会人サッカークラブ。熊本県熊本市を本拠地として2010年3月14日まで活動していた。

## 概要
鶴屋百貨店サッカー部を前身とする。同部は1973年の九州サッカーリーグ創設時のチームの一つであり、1969年と1978年に全国社会人サッカー選手権大会に出場した熊本県内屈指の名門だった。しかし九州リーグには1973年に在籍したのみで翌年に脱退。1980年に熊本県リーグ1部で優勝して以降は日本電信電話公社熊本サッカー部や東亜建設工業サッカー部などが力をつけたこともあり、熊本県内でも大きな実績を挙げることはなかった。2004年に熊本県2部リーグから降格。
2005年シーズンより、九州リーグに所属していたアルエット熊本（旧：NTT西日本熊本サッカー部）を母体として発足したロッソ熊本（後のロアッソ熊本）が、Jリーグを目指すことを表明し、戦力の大幅強化に乗り出す。その際の選手選抜においてアルエット熊本の選手は1人も選ばれなかった（藤田俊一のみ練習生として当初加入していた）。当時、鶴屋百貨店サッカー部には同チームの元主将榊孝一が所属していた縁もあり、元アルエット熊本の選手を受け入れると同時にクラブチーム化し、新たなスタートを切った。
同年の熊本県地域リーグ（県3部リーグ相当）では9試合104得点無失点で全勝優勝、2006年1月に行われた県地域リーグ決勝トーナメントに優勝し2部昇格。その際に「ヴァンクール熊本」に改称。「ヴァンクール（Vainqueur）」とはフランス語で「勝利者」を意味する。同年2部で優勝し1部に昇格。2007年の1部でも優勝し、県地域リーグから1部まで3年連続、3カテゴリー全てで優勝する。
熊本県1部リーグ優勝チームとして参加した2008年1月に行われた九州各県リーグ決勝大会では九州INAXサッカー部に決勝で敗れたものの準優勝し、九州リーグへの昇格が決定した。ヴァンクールとしては初の九州リーグ昇格であり、鶴屋百貨店時代を含めると35年ぶり、また元アルエット熊本の選手たちにとっても4年ぶりの九州リーグ「復帰」となった。しかし昇格直後のリーグ戦では苦戦を強いられ、上位チームとの試合では開幕戦のホンダロック戦での12失点など大量失点を喫することが多かった。また選手の仕事との兼ね合いで練習や試合に人数が集まらず、リーグ終盤では本職GKが不在の試合やベンチメンバーが不在の試合などもあった。ただ下位チームからは確実に勝利を収め、リーグ最多失点ながら余裕を持って残留を決めた。しかしそのような状態でのチーム運営には無理があったことは否めず、翌2009年は選手不足が深刻化。前年度から続いていたフィールドプレーヤーのGK出場や、遠隔地アウェーではスタメン11人が揃わないことすらあり、3勝13敗の成績で9チーム中最下位に沈む。
2010年1月3日付けのクラブ公式ブログにおいて、2010年3月のタマホームカップ（熊本県チャンピオンシップサッカー大会）を最後にチームを解散する事を発表した。主な理由として、仕事の影響で選手全員が集まって練習が出来る時間が少ないこと、また人手不足や支援するスポンサーがない上に、Jリーグに加盟するロアッソ熊本へスポンサーが流れてしまった影響で資金不足に陥り、存続が困難になったことが挙げられる。

## 成績・歴代監督
| 年度 | 所属        | 順位 | 勝点 | 試合 | 90分勝 | PK勝 | PK負 | 90分負 | 得点 | 失点 | 差  | 監督       |
| 2002 | 熊本県1部   | 2位  | 23   | 9    | 5      | 1    | 1    | 2      | 19   | 12   | 7   |            |
| 2003 | 熊本県1部   | 9位  | 6    | 10   | 1      | 1    | 1    | 7      | 16   | 33   | -17 |            |
| 2004 | 熊本県2部A  | 9位  | 6    | 9    | 2      | 0    | 0    | 7      | 13   | 25   | -12 |            |
| 2005 | 熊本県地域B | 優勝 | 27   | 9    | 9      | 0    | 0    | 0      | 104  | 0    | 104 | 中尾太三郎 |
| 2006 | 熊本県2部B  | 優勝 | 22   | 8    | 7      | 1    | 1    | 0      | 18   | 2    | 16  | 中尾太三郎 |
| 2007 | 熊本県1部   | 優勝 | 21   | 8    | 6      | 1    | 1    | 0      | 16   | 2    | 14  | 中尾太三郎 |
| 2008 | 九州        | 7位  | 20   | 18   | 6      | 1    | 0    | 11     | 25   | 73   | –48 | 中尾太三郎 |
| 2009 | 九州        | 9位  | 9    | 16   | 3      | 0    | 0    | 13     | 18   | 63   | –45 | 中尾太三郎 |

- 註 PK勝、PK負欄のうち2004～2006年度は引分。2002年は勝利時の勝点4。

## タイトル

### リーグ戦
- 熊本県サッカーリーグ1部
  - 2007年

## 所属選手・スタッフ一覧
2009年4月11日現在

### スタッフ
| 役職   | 名前       | 前職                  | 備考 |
| 総監督 | 河野忍     | アルエット熊本 総監督 |      |
| 監督   | 中尾太三郎 | アルエット熊本 監督   |      |
| コーチ | 尾池英幸   | アルエット熊本 コーチ |      |
| コーチ | 寺本健一郎 |                       |      |

### 選手
| Pos | No. | 選手名     | 生年月日   | 経歴                                  | 備考                |
| GK  | 01  | 中西慶太   | 1978.09.19 | 東福岡高校→アルエット熊本FC           |                     |
| GK  | 21  | 行部安洋   | 1976.07.26 | ランザ熊本SC→アルエット熊本FC         |                     |
| DF  | 02  | 桝田誠貴   | 1985.09.06 | ルーテル学院高校→アルエット熊本FC     |                     |
| DF  | 03  | 後藤正博   | 1985.11.04 | 熊本商業高校→株式会社鶴屋百貨店SC     |                     |
| DF  | 04  | 林田誠     | 1980.10.02 | ランザ熊本SC→アルエット熊本FC         | 主将                |
| DF  | 05  | 西聡史     | 1985.11.21 | ルーテル学院高校→熊本学園大学         |                     |
| DF  | 06  | 藤家千博   | 1978.11.08 | 愛知学院大学→アルエット熊本FC         |                     |
| DF  | 08  | 徳永祥太   | 1985.10.11 | FCK MARRY GOLD KUMAMOTO               |                     |
| DF  | 20  | 東雲啓太   | 1985.03.13 | 大津高校→鹿屋体育大学                 | 2002年 U-17日本代表 |
| DF  | 22  | 松浦史典   | 1982.10.01 | アルエット熊本FC→V・ファーレン長崎    |                     |
| DF  | 27  | 横山学     | 1985.07.11 | ルーテル学院高校→福岡大学             |                     |
| DF  | 28  | 松岡卓     | 1983.07.15 | ロアッソ熊本                          |                     |
| DF  | 29  | 山田崇誠   | 1985.12.29 | ルーテル学院高校→愛知学院大学         |                     |
| DF  | 30  | 片山勇二   | 1986.11.17 | 九州共立大学                          |                     |
| MF  | 07  | 鈴木田一喜 | 1985.06.27 | ルーテル学院高校→福岡大学             |                     |
| MF  | 11  | 大野幸聖   | 1983.10.11 | 熊本学園大学                          |                     |
| MF  | 13  | 辻昌文     | 1972.06.02 | アルエット熊本FC→シマズ自動車         |                     |
| MF  | 14  | 野元恒兵   | 1980.02.08 | ブレイズ熊本→アルエット熊本FC         |                     |
| MF  | 16  | 蔵本聡久   | 1974.05.21 | ホンダルミノッソ狭山FC→ランザ熊本SC   |                     |
| MF  | 17  | 榊孝一     | 1972.09.26 | 中央大学→アルエット熊本FC             |                     |
| MF  | 18  | 水田祐輔   | 1985.07.23 | 大津高校→東海大学                     |                     |
| MF  | 23  | 松本泰貴   | 1985.05.29 | 株式会社鶴屋百貨店SC                  |                     |
| MF  | 24  | 山口真理   | 1986.04.28 | ルーテル学院高校                      |                     |
| MF  | 26  | 今村泰裕   | 1985.04.29 | 大津高校→熊本学園大学                 |                     |
| MF  | 38  | 藤田俊一   | 1978.05.17 | アルエット熊本FC→ヴォルカ鹿児島       |                     |
| FW  | 09  | 横山弘毅   | 1985.06.09 | ルーテル学院高校→愛知学院大学         |                     |
| FW  | 10  | 村崎洋介   | 1984.01.20 | 荒尾高校→熊本学園大学                 |                     |
| FW  | 15  | 吹氣邦弘   | 1979.07.21 | 熊本農業高校→アルエット熊本FC         |                     |
| FW  | 19  | 泉田和宏   | 1985.11.30 | ルーテル学院高校→九州ルーテル学院大学 |                     |
| FW  | 25  | 本田裕一   | 1989.09.02 | ルーテル学院高校                      |                     |